# Franjevački samostan u Baču
Franjevački samostan u Baču je rimokatolički samostan u bačkom gradiću Baču u Srbiji, točnije u Autonomnoj Pokrajini Vojvodini.

## Povijest
Na ovom je mjestu nekad bila stara starorimska katedrala. 1169. su križari, vitezovi iz reda Kanonika svetog Groba jeruzalemskog (ivanovci), na mjestu te katedrale podigli ovaj samostan i crkvu čiji očuvani zvonik i danas dominira ravnicom.
Na vremena turske vlasti ovaj je samostan svjedok kako je Bač imao džamiju. Ostao je mihrab koji su fratri sačuvali. Turci su iz ovih krajeva otjerani 1688. godine.
Drugi su događaji u obližnjoj sjeveroistočnoj Bosni utjecali na budućnost ovog kraja. Bečki je rat (1683. – 1699.) strahovito pogodio katoličanstvo gradovrškog kraja, pa su mnogi katolici iselili u novooslobođene hrvatske krajeve preko Save, dok su preostali prešli na islam i pravoslavlje, pa su brojne katoličke župe opustjele i ugašene. Uz rat su harale glad i kuga. Naposljetku su franjevci 1688. napustili gradovrški samostan i otišli u Bač, ponijevši sa sobom sliku Gospe Radosne koja je do danas sačuvana. Bački se samostan dugo vremena zvao gradovrškim no 1705. je promijenio ime. Crkva u Gradovrhu i okolici sve teže djeluje, pa se bogoslužje odvija u nedostojnim uvjetima.
U samostan su tako ušli bosanski franjevci koji vode život ovog samostana do danas te su tako naslijedili ivanovce.
Opatom ovog samostana bio je Mavro Orbini, hrvatski pisac, ideolog i povjesničar.
Samostan ima svoju knjižnicu koja ima knjige i rukopise još iz 15. stoljeća.
O franjevačkom djelovanju u Baču su pisali Paškal Vjekoslav Cvekan (Franjevački samostan u Baču, 1985.), a o povijesti Bača su pisali Mladen Barbarić (Bač, crtice za njegovu povijest) i Ante Sekulić (Drevni Bač, 1978.).
Danas ovaj samostan ima veliki problem s održavanjem. Malih je prihoda, ono malo što se dobije to je od malobrojnih vjernika kojih tek 150 nedjeljom dođe na misu u franjevačku crkvu. U osnovne probleme spada zaštita zidova od vlage. Nakon regulacije i nivelacije glavnog trga u Baču koja je bila nedavno napravljena, samostan je dospio ispod razine ulice, a nije napravljena drenaže koja bi kiše odvela od temelja. Samostan nema kanalizaciju, a vlasti su postavile previsoke zahtjeve za priključak - tražile su plaćanje spram stambene površine samostana.
Samostan danas praktički stoji zahvaljujući solidnim temeljima i debelim zidovima.

## Gospa Radosna
Franjevci su kad su 1688. napustili gradovrški samostan i otišli u Bač sa sobom ponijeli sliku Gospe Radosne koja je do danas sačuvana. Ova ikona za koju se vjeruje da je čudotvorna, djelo je izvjesnog Dime. Slika je naslikana 1684. godine. ili 1685. godine. Naslikana je na dasci.
Restauraciju ove slike vlč. Lazar Ivan Krmpotić dao je akademskoj slikarici iz Vinkovaca, profesorici Alojziji Ulman. Prigodom restauracije, na oduševljenje svećenstva, na poleđini, na prvoj vrlo jednostavnoj kruni pronađen je natpis napisan hrvatskom ćirilicom. Ogradi (okruni) o. p. Jure Bačvanin na poštenje Gospi – Gradovar 1685. Time se potvrdilo katoličko podrijetlo ove ikone i razbilo sva nagađanja kod pravoslavnih koji su smatrali da je to pravoslavna ikona, jer je ikonu okrunio pater Jure Bačvanin. Druga stvar koja se zaključila iz tog da su ju donijeli franjevci iz Bosne otkamo su i sami došli i otkamo su doveli šokački puk u Bač i okolinu. Treći zaključak koji se je nametnuo jest taj da je fra Jure bio rodom iz Bača te da je on u Gradovrhu okrunio tu Gospu prije nego što je u Bačku poveo puk.

S obzirom na to da je Hrvatima u Bačkoj bilo sve teže, a kao vapaj Gospi da sačuva Hrvate od propasti, odlučio je Krmpotić okruniti Gospin lik Biblijski simbolično krunom od dvanaest zvijezda. No lik je već bio 'opterećen' dvama krunjenjima, pa bi nova samo likovno opteretila.
Zadaće se prihvatila profesorica Ulman koje je tih dvanaest zvijezda napravila u obliku eksplozija, "da budu znak ovog nemirnog vremena". Njen "zahvat" kao da je slutio velikosrpsku agresiju i ratove i progone što je izazvala. Krunjenje lika je obavio je na Veliku Gospu 1985. beogradski apostolski nuncij Francesco Colasuonno a asistirao mu je biskup Matija Zvekanović i kler bačkog dekanata. Od onda je Krmpotić promicao kult ovog starog milosnog lika. To je posebice činio u proslavama doseljenja bunjevačkih Hrvata u Suboticu (1986.) i šokačkih Hrvata (1988.). Nažalost, franjevci taj čin i štovanje nisu rado primili, a neki su to samo otkriće natpisa pokušali osporiti (fra Paškal Cvekan).
Veljače 2011. slika je izvađena za restauraciju.
Prigodom skidanja žbuke, majstori su naišli na očuvanu fresku koja prikazuje mrtvog Krista, nakrivljenog nalijevo, dio križa, Bogorodicu u tamnocrvenoj odori, monogram ICXC. Na osnovi toga su stručnjaci zaključili da je ta freska bizantska, a datirali su ju u razdoblje između polovice 13. st. do polovice 14. stoljeća. Stilski je istovjetna slikama raspela duž cijelog Jadrana.

## Vanjske poveznice
- Ravnoplov M.S.: Najstarija sačuvana freska u Bačkoj (na srpskom)